# بخش شهداد
بخش شهداد یکی از بخش‌های شهرستان کرمان در استان کرمان ایران و بزرگترین بخش در تقسیمات کشوری ایران است.  بخش شهداد از جنوب با بخش گلباف از شمال با شهرستان راور از غرب با بخش ماهان از شرق با کویر پهناور همسایه است. شهداد با نام کهن "خبیص" به فاصله حدود 90 کیلومتری شرق کرمان در حاشیه غربی دشت لوت قرار دارد.

## جغرافیا
دکترپرویز کردوانی، بیابان‌شناس معروف ایرانی معتقد است که گرم‌ترین نقطه کره‌زمین با دمای نزدیک به ۷۰ درجه در سایه در دشت لوت ایران قرار گرفته‌است. منطقه گندم بریان در دشت لوت که در ۸۰ کیلومتری شهداد و در شرق رود بیرجند قرار گرفته‌است، منطقه‌ای با پوشش آتشفشانی است و همین پوشش سیاه آتشفشانی موجب بالا رفتن شدید گرما در این منطقه می‌شود.
کردوانی معتقد است که در گندم بریان، در منطقه‌ای به‌طول ۲۰۰ کیلومتر و عرض ۱۵۰ کیلومتر هیچ موجود زنده‌ای زندگی نمی‌کند و شرایط به‌گونه‌ای است که امکان زیست هیچ گیاه یا حیوانی وجود ندارد. گواه کردوانی بر این موضوع این است که در تحقیقات خود مشاهده‌کرده‌است که گاو و گوسفند مرده‌ای که توسط کامیون‌های عبوری در گندم بریان رها شده بودند تجزیه نشده و نگندیده بودند بلکه فقط در اثر حرارت خورشید خشک شده بودند. به گفته وی این موضوع نشان می‌دهد که در این منطقه حتی باکتری هم امکان حیات ندارد.
بر خلاف اقلیم منطقه شهداد منطقه‌ای گرم است و مرکبات بسیار خوبی تولید می‌کند. ارقام مرکبات شهداد بسیار بهتر از ارقام مرکبات بم است اما به دلیل کم بودن محصول قابلیت بازاریابی ندارد. شهداد با کمبود آب کشاورزی روبرو است و کارشناسان می‌گویند اگر آب چاه نیمه‌های زابل قبل از تبخیر شدن به وسیله کانال‌های زیر زمینی به شهداد هدایت شود قابلیت کشاورزی این منطقه به شدت افزایش می‌یابد.

## پیشینه
تا سال ۱۳۴۶ تصور وجود تمدنهایی کهن در کناره‌های این دشت غیرمسکون نمی‌رفت ولی در این سال بررسی‌های گروه جغرافیایی دانشگاه تهران، در شرق شهداد با مشاهده سفالینه‌های سطحی از وجود تمدنهایی در همسایگی دشت لوت خبر داد. نظر به اهمیت موضوع هیئتی از طرف اداره کل باستان‌شناسی به محل اعزام و به بررسی محل پرداخت که مطالعات گروه منجر به کشف تمدنهایی قبل از تاریخ (اواخر هزاره چهارم و اوائل هزاره سوم قبل از میلاد) گردید.
کاوش‌های علمی باستان شناختی در حاشیه غربی دشت لوت از سال ۱۳۴۸ وتا سال ۱۳۵۶ ادامه یافت که حاصل هشت فصل کاوش در این منطقه منجر به کشف گورستانهایی مربوط به هزاره دوم و سوم قبل از میلاد و کوره‌های ذوب مس گردید. 
اشیاء و آثار بدست آمده در گورستان‌های پیش از تاریخ شهداد شامل ظروف بی شمار و متنوع سفالین (یکی از فنون متداول مردم ساکن این ناحیه در دنیای باستان، هنر سفالگری بوده‌است)، ظروف مفرغی که مردمان هنرمند و صنعتگر با وارد کردن سنگ مس و استحصال آن در کوره‌های ذوب مس به ساخت ظروف متعددی می‌پرداخته‌اند که از لحاظ کیفیت و کمیت بسیار ارزنده و درخورتأمل است. از جمله اشیاء فلزی منحصربه‌فرد یافت شده در یکی از گورهای باستانی شهداد درفش فلزی با نقوش مختلف انسانی (نقش الهه) حیوانی و گیاهی است.
ظروف و اشیاء مختلفی که از سنگ مرمر و سنگ صابونی است از حیث تنوع و فرم نیز اهمیت فراوانی دارد. بعد از پیروزی انقلاب و با یک وقفه هفده ساله، کاوش‌های دشت لوت شهداد مجدداً آغاز شد. حاصل چهار فصل کاوش بعد از انقلاب، کشف مجموعه‌ای از واحدهای معماری مسکونی و کارگاهی است که بدینوسیله نمات مبهم بسیلری را در خصوص معماری و مسکن مردمان دنیای باستان شهداد روشن می‌سازد. واحدهای معماری بدست آمده که در ظاهر هم ناپیوسته و جدای از یکدیگرند در واقع بهم وابسته و مرتبط هستند.
نظر به شواهد و آثار بدست آمده‌ای چون زمین‌های خیش خورده، کرت‌بندی شده و ... می‌توان یکی از این واحدها را بنام محله کشاورزان و محله دیگری را به لحاظ کشف تعداد زیادی مهره‌های ساخته شده سالم، نیم کاره و شکسته شدهِ در حین انجام کار، محله جواهرسازان نام دارد.
حاصل چندین فصل کاوش و مطالعه گروه باستان‌شناسی دشت لوت گویای آن است که مردمانی در هزاره‌های سوم و چهارم قبل از میلاد بافرهنگ غنی، صنعتگر و هنرمند در این منطقه می‌زیسته‌اند که علاوه بر زراعت، کشاورزی و ساخت بسیاری از ظروف و اشیاء که مواد اولیه آن‌ها در محل موجود بوده با وارد کردن دیگر مواد اولیه از مناطق دوردست، ابزار و اشیاء مختلفی از سنگ و فلز ساخته و آن را به مناطقی چون ترکستان در شمال، دره رود سند در شرق، سواحل جنوبی خلیج فارس در جنوب و بین النهرین در غرب صادر می‌نموده و درعوض مواد موردلزوم و مایحتاج خویش را وارد می‌کرده‌اند.

## تقسیمات کشوری
- بخش شهداد 
  - دهستان تکاب
  - دهستان سیرچ
  - دهستان اندوهجرد

شهرها: شهداد ، اندوهجرد

## جمعیت
بنابر سرشماری مرکز آمار ایران، جمعیت بخش شهداد شهرستان کرمان در سال ۱۳۹۵ برابر با ۱۸٬۶۵۱ نفر بوده‌است.